# Gobbur (K), Afzalpur
Gobbur (K) là một làng thuộc tehsil Afzalpur, huyện Gulbarga, bang Karnataka, Ấn Độ.